# Artsul Futebol Clube
Artsul Futebol Clube é uma agremiação esportiva da cidade de Nova Iguaçu, no estado do Rio de Janeiro, fundada a 19 de junho de 2001. Em 2024, o Artsul disputou o Campeonato Carioca Série A2, na qual terminou a competição sendo rebaixado e no mesmo ano disputou o Campeonato Carioca Série B1. Suas cores são azul, verde e branco.

## História

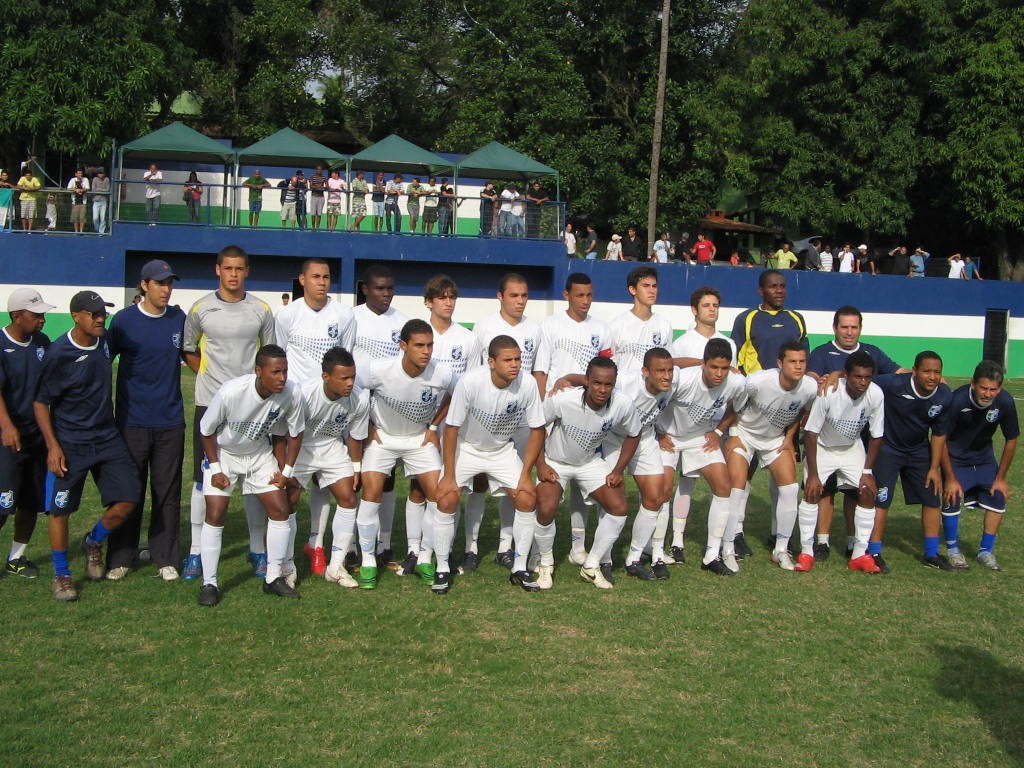
Equipe vice-campeã Estadual de Juniores da Série B em 2009.

O Artsul Futebol Clube foi formado em 19 de junho de 2001 como um clube-empresa ligado a Artsul, uma empresa do ramo de tubos de concreto. Sua sede fica no bairro de Austin, em Nova Iguaçu, às margens da Rodovia Presidente Dutra.
O clube estreou profissionalmente em 2002, quando disputou a Terceira Divisão do Campeonato Carioca, consagrando-se vice-campeão da competição.[carece de fontes?]
Em 2015, o clube foi campeão do 1º turno ao vencer o Itaboraí por 2 a 1, e foi vice campeão do 2º turno ao ser derrotado pelo Campos por 2 a 0. Na final do Campeonato Carioca Série C, o Artsul foi vice campeão ao perder para o Itaboraí no agregado por 3 a 1.O clube conseguiu o seu primeiro acesso para a Série B de 2016, após a vitória sobre o Heliópolis em casa, pelo placar de 2 a 0.[carece de fontes?]
Durante a temporada de 2016, o clube fechou uma parceria com o Vasco da Gama, utilizando jogadores das categorias de base do Vasco para disputar as competições oficiais do clube daquele ano.
Em 2017, o sócio do clube Carlos César da Costa Pereira foi alvo de mandado de prisão durante a Operação Cadeia Velha. Apesar disso, o Artsul Futebol Clube não esteve envolvido nas investigações.
Em 2021, o clube chegou a conquistar a Taça Santos Dumont, primeiro turno do Campeonato Carioca Série A2, ao vencer o Americano nos penâltis. Porém, uma decisão do STJD acabou não deixando homologar o resultado. O Americano se classificou para a semifinal da Taça Santos Dumont devido a perda de seis pontos pelo Friburguense em função da escalação irregular do jogador João Manoel. No entanto, após o término a Taça Santos Dumont, com o Artsul campeão, o Friburguense conseguiu recuperar os pontos no STJD. Por conta disso, foi cancelado o título da equipe e remarcadas as semifinais com a presença do Friburguense. O clube iguaçuano chegou à final novamente, mas foi derrotado nos pênaltis para o Audax Rio.
Em 2024, o clube fez uma péssima campanha no Campeonato Carioca Série A2, terminando na última colocação na Taça Santos Dumont, sendo rebaixado. Por conta do regulamento da FERJ, a equipe rebaixada na segunda divisão do estadual pode disputar a terceira divisão no mesmo ano, e na competição, o clube foi campeão da Taça Corcovado, turno do estadual do Campeonato Carioca Série B1, ao vencer o São Gonçalo na última rodada por 1 a 0. Com o título, o clube se habilitou às semifinais do campeonato estadual, em busca do título e do acesso. Nas semifinais, o Artsul foi eliminado pelo Pérolas Negras, terminando a competição sendo semifinalista e se mantendo na Terceira divisão do estadual.

## Títulos
| TURNOS DO ESTADUAL | TURNOS DO ESTADUAL          | TURNOS DO ESTADUAL | TURNOS DO ESTADUAL |
|                    | Competição                  | Títulos            | Temporadas         |
| ------------------ | --------------------------- | ------------------ | ------------------ |
|                    | 1° Turno - Carioca Série B1 | 1                  | 2015               |
|                    | Taça Corcovado              | 1                  | 2024               |

### Campanhas de destaque
- Vice-Campeonato Carioca 3ª divisão: 2002

### Municipais
- Vice-campeão da Taça Cidade de Nova Iguaçu (em parceria com a Associação Atlética Volantes): 1999
- Campeão Iguaçuano (categoria Sub 14)

### Juniores
- Vice-Campeão Estadual da Segunda Divisão: 2010

### Juvenil
- Campeão da Taça Rio: 2012

### Juniores
- Campeão da copa das Nações Danone : 2013